# Pristomerus minutus
Pristomerus minutus är en stekelart som beskrevs av Joseph Augustine Cushman 1920. Pristomerus minutus ingår i släktet Pristomerus och familjen brokparasitsteklar. Inga underarter finns listade i Catalogue of Life.